# قاعده گوک صرف
قاعده گوک صرف (MGR) نامی بحث‌برانگیز بود که سربازان آمریکایی در جنگ ویتنام به کار می‌بردند. ادعا شده‌است که بر اساس یک سیاست غیررسمی، سربازان آمریکایی به دلیل آسیب رساندن یا کشتن «گوک‌ها» با ملایمت بیشتری محاکمه می‌شدند.

## قاعده
منطق فرضی MGR این دیدگاه بود که سربازان آمریکایی در تعیین اینکه کدام مردم ویتنامی غیرنظامی و کدام یک دشمن هستند، زمان بسیار دشواری داشتند. تا آنجایی که سربازان معتقد بودند MGR وجود دارد، عملاً به آنها اجازه می‌داد در کشتن دشمنان مشکوک ویتنامی اشتباه کنند، حتی اگر احتمال زیادی وجود داشت که غیرنظامی باشند. نویسندگان استدلال کرده‌اند که MGR به جوی کمک کرد که در آن ایالات متحده، جنایات جنگی زیادی را در ویتنام مرتکب شد. برخی دیگر استدلال می‌کنند که این قاعده یک جو نژادپرستانه ایجاد می‌کند که در آن زنان می‌توانند مورد تجاوز جنسی قرار گیرند و حتی کودکان نیز می‌توانند کشته شوند.

## چالش‌ها
وجود چنین قاعده ای میان ارتشیان آمریکا، بحث‌برانگیز بود. برخی از نویسندگان انکار می‌کنند که شواهد موردی در دادگاه‌های نظامی در ویتنام از وجود MGR پشتیبانی می‌کند.